# Macruronus maderensis
Macruronus maderensis — вид тріскоподібних риб родини Хекові (Merlucciidae).

## Поширення
Риба поширена на сході  Атлантики у районі островів  Мадейра.

## Спосіб життя
Це морський, бентопелагічний, глибоководний вид. Біологія виду мало вивчена, тому потребує детальніших досліджень.